# Caianello
Caianello là một đô thị ở tỉnh Caserta trong vùng Campania của Ý, có vị trí cách khoảng 50 km về phía tây bắc của Napoli và khoảng 35 km về phía tây bắc của Caserta. Tại thời điểm ngày 31 tháng 12 năm 2004, đô thị này có dân số 1.791 người và diện tích là 15,6 km².
Caianello giáp các đô thị: Marzano Appio, Roccamonfina, Teano, Vairano Patenora.

## Notes and chú thích
1. ↑  Số liệu thống kê căn cứ Viện thống kê Italia Istat.